# Onam

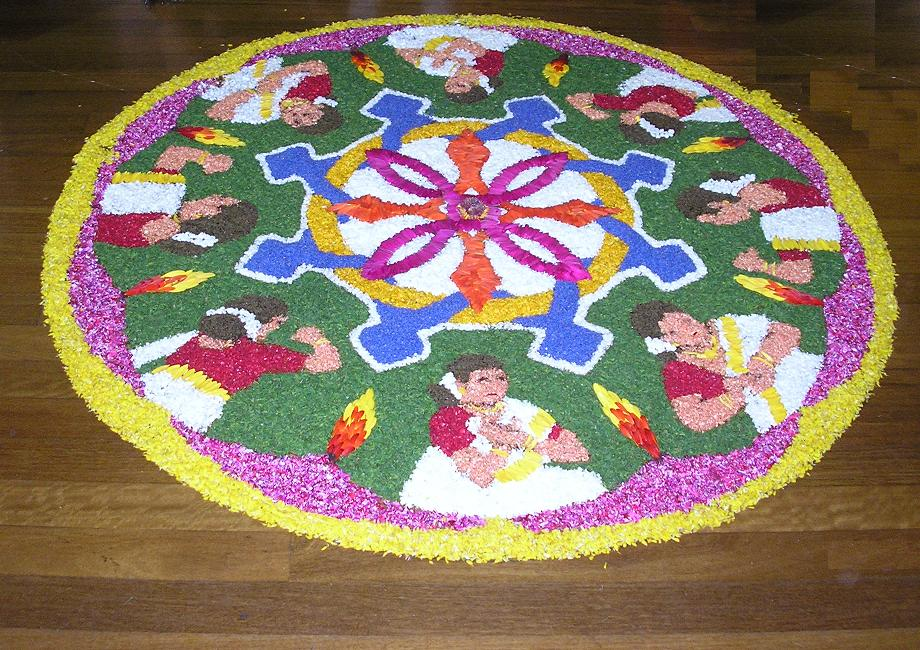
Exquisita decoración tipo pookalam, característica del festival Onam en la India.

Onam (en malabar: ഓണം) es un festival hindú celebrado por los hindúes en Kerala, India y es también el festival de la cosecha de Kerala. El festival conmemora el avatar Vamana de Vishnu y el posterior regreso a su hogar del legendario Emperador Mahabali. Es el festival del estado de Kerala y se lleva a cabo durante el mes de Chingam (agosto-septiembre) y dura diez días. El festival se caracteriza por diversos festejos, incluida la confección de intrincados tapices de flores, elaborados banquetes, regatas de botes serpiente, Onathappan, Kaazhchakkula enn Guruvayoor, Puli Kali, Kaikottikkali, etc.

## Significado
Onam es un antiguo festival que ha perdurado hasta nuestra época. El festival de la cosecha de arroz y el Festival de las Flores de la Lluvia, que se llevan a cabo durante el mes malayalam de Chingam, celebran la visita anual del rey Mahabali del Sutala loka. Onam es el único que perdura como celebración del pueblo de Kerala desde la prehistoria.[cita requerida]
Según la leyenda, Kerala tuvo su era de oro durante el reinado del rey Mahabali. El Brahma-Vaivarta Puranam explica que el Señor Vishnu deseaba restringir el orgullo de Indra; y por lo tanto le otorgó un gran poder a Mahabali.
El Bhagavata Purana expresa "Él [Vishnu] le quitará el reino a Purandara [Señor Indra] y se lo dará a Bali Maharaja."
El pueblo bajo el reinado de Mahabali estaba feliz y era próspero y el rey muy estimado, a tal extremo que aún los dioses bajo Indra se pusieron celosos de Mahabali tal como lo quería Vishnu, y le protestaron a Vishnu expresando que ahora Mahabali es equivalente a un Indra. Una vez que Vishnu se aseguró que el orgullo de Indra había sido limitado y que un mundo con dos Indras estaba desbalanceado, Vishnu tomó la forma de un enano: Vamana. Vamana solicitó tres pasos de terreno para vivir. Una vez que obtuvo la promesa del rey Mahabali de otorgarle lo que solicitaba aún a pesar de la advertencia en contra de su Gurú Sukracharya, Vamana, aumentó su volumen hasta el extremo de cubrir los tres mundos. Había tomado dimensiones tan imponentes que podía pasar del cielo a la tierra y de la tierra a los mundos inferiores con solo dos pasos. El rey Mahabali incapaz de cumplir con la promesa de tres pasos de tierra al Dios Supremo, ofrece su cabeza para el tercer paso. Por lo tanto, Vamana coloca su pie en la cabeza del rey Mahabali y lo envía al mundo inferior. Sin embargo como era adorado por Mahabali, y su antecesor Prahláda, les concede la soberanía de Sutala (el mundo inferior).

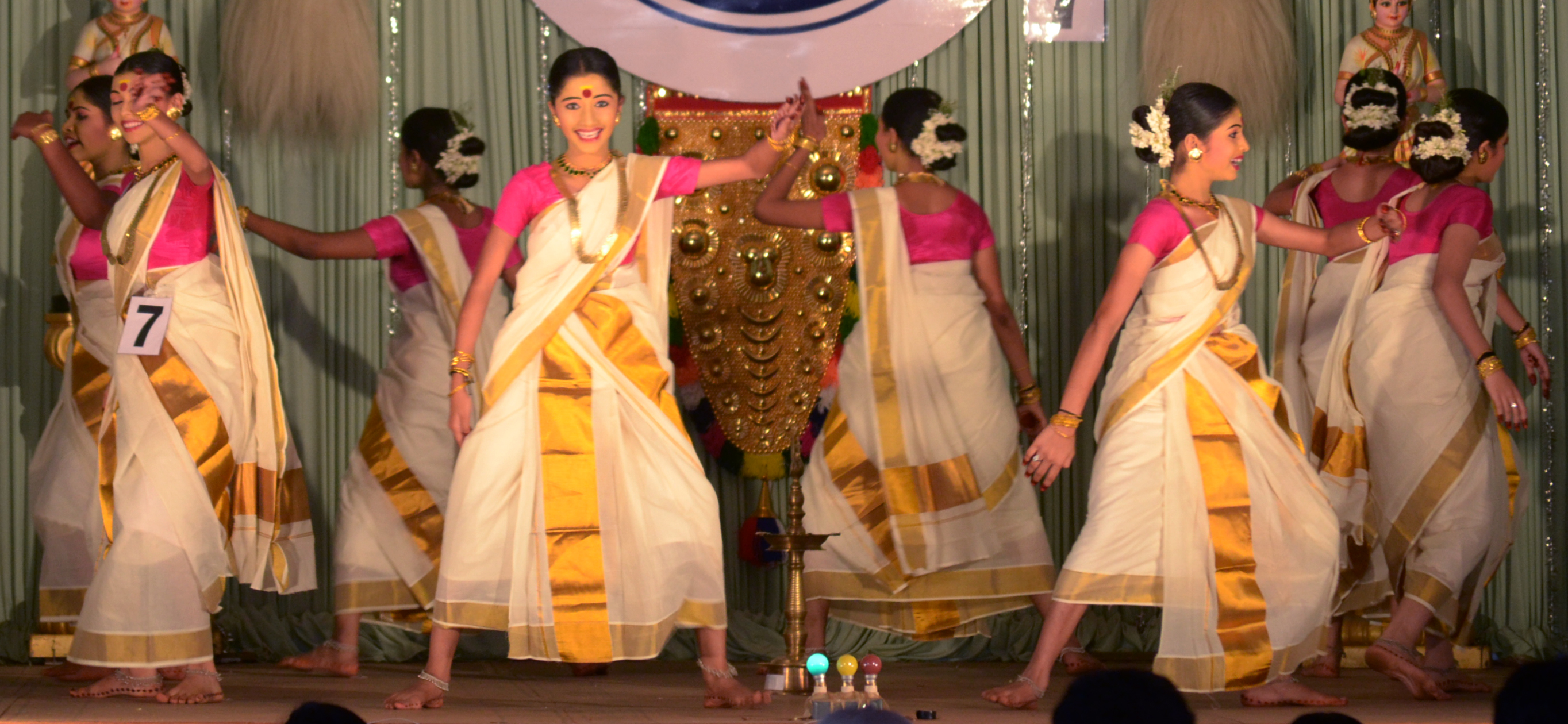
Danza Thiruvathira Kali durante Onam.

Sin embargo como Mahabali era equivalente a Indra, tenía que esperar hasta el próximo Yuga donde pudiera ser el Indra. Mientras tanto, con la gracia de Vishnu, Mahabali visitaba a su pueblo cada año. Vishnu sirvió a Mahabali com guardián de la puerta en Sutala ya que el Señor sirve a aquellos que le son muy devotos.[cita requerida]
Es esta visita de Mahabali la que se celebra durante el Onam cada año. Las personas celebran el festival con grandiosidad para expresarle a su querido rey que ellos son felices y que le desean lo mejor.